# Prodecatoma cruzi
Prodecatoma cruzi är en stekelart som beskrevs av Costa Lima 1914. Prodecatoma cruzi ingår i släktet Prodecatoma och familjen kragglanssteklar. Inga underarter finns listade i Catalogue of Life.